# Stretto di Nares
Lo stretto di Nares (inglese Nares Strait, danese Nares Strædet) è un lungo braccio di mare a 80°N 70°O che separa la Groenlandia (Terra Knud Rasmussen, Terra di Inglefield, penisola di Hayes) dall'isola di Ellesmere, Canada. 
Mette in comunicazione il Mare Glaciale Artico a nord-est con la baia di Baffin a sud-ovest. Le sue rientranze periferiche sono: sul lato groenlandese la baia di Kane, il fiordo di Inglefield e il fiordo di Wolstenholme; sul lato canadese la baia di Buchanan, la baia di Talbot, la baia di Copes, la baia di Smith e la baia di Woodward. Su di esso si protendono il capo Alexander e il capo Parry, entrambi groenlandesi; in più vi si affacciano Siorapaluk ed Etah in Groenlandia e Alexandra Fiord in Canada.
Lo stretto è così chiamato in onore di George Nares, il comandante della Royal Navy che per primo vi transitò.